# وارهامر ۴۰۰۰۰: سرباز فضایی ۲
وارهمر ۴۰۰۰۰: سرباز فضایی ۲ (انگلیسی: Warhammer 40,000: Space Marine 2) یک بازی ویدئویی به سبک تیراندازی سوم شخص و هک اند اسلش در سال ۲۰۲۴ است که توسط سابر سنت پترزبورگ توسعه یافته و به‌وسیلهٔ فوکوس هوم اینتراکتیو منتشر شده است. این بازی دنبالهٔ وارهمر ۴۰۰۰: سرباز فضایی (۲۰۱۱) است که در تاریخ ۹ سپتامبر ۲۰۲۴ برای پلی‌استیشن ۵، مایکروسافت ویندوز و ایکس‌باکس سری اکس/اس منتشر شد. بازی به‌طور کلی بازخوردهای مثبتی از منتقدان دریافت کرد.

## گیم پلی
در وارهمر ۴۰۰۰۰: سرباز فضایی ۲، بازیکن با ترکیبی از مبارزه تن‌به‌تن و از راه دور از دید سوم شخص با دشمنان درگیر می‌شود. بازیکن تیتوس، یک گروهبان از دسته اولترامارینز و قهرمان بازگشته از بازی اول را کنترل می‌کند. تیتوس توسط سربازان فضایی چیرون و گادریل همراهی می‌شود که می‌توانند توسط بازیکنان دیگر در حالت همکاری چندنفره یا هوش مصنوعی در حالت تک‌نفره کنترل شوند.
بازی از مبارزه از راه دور برای دشمنان ضعیف‌تر (مانند گانت‌های تیرانید) استفاده می‌کند، در حالی که مبارزه هک اند اسلش برای دشمنان قوی‌تر (مانند جنگجوی تیرانید) که می‌توانند آسیب پرتابه‌ای را مسدود کنند، ضروری است. بازیکنان می‌توانند حمله حریف را دفع کنند، اما برخی حملات مهاجمان مسدودنشدنی هستند و باید از آنها اجتناب شود. علاوه بر این، بازیکن می‌تواند در کنار سربازان پیاده گارد امپراتوری که توسط هوش مصنوعی کنترل می‌شوند، در بخش‌هایی از بازی مبارزه کند.
تیتوس توسط زره محافظت می‌شود. هنگامی که زره او از بین می‌رود، سلامتی‌اش با حمله دائماً کاهش می‌یابد. سلامتی تنها زمانی ترمیم می‌شود که بازیکن جعبه‌های کمک پزشکی را در میدان نبرد بازیابی کند. با این حال، زره او پس از اجرای حمله اعدام بر دشمن ترمیم می‌شود. اگر سلامتی شخصیتی به پایان برسد، روی زمین می‌افتد و به مدت ۳۰ ثانیه خونریزی می‌کند که در این مدت شخصیت‌های دیگر می‌توانند او را قبل از مرگ احیا کنند.
بازی همچنین از یک حالت همکاری جداگانه به نام «عملیات» و سه حالت رقابتی ۶ در ۶ (نابودی، تصرف زمین و تصرف و کنترل) پشتیبانی می‌کند. بازیکنان می‌توانند از شش کلاس شخصیت مختلف انتخاب کنند و آواتار خود را با آیتم‌های تزئینی مختلف سفارشی کنند.